# Coleophora inaequalis
Coleophora inaequalis é uma espécie de mariposa do gênero Coleophora pertencente à família Coleophoridae.